# Style galant
On appelle style galant celui de la musique qui prévaut entre les dernières manifestations du baroque vers les années 1730 et l’apogée de la période classique à la fin du XVIIIe siècle, début XIXe siècle.
Abandonnant la rigueur du style contrapuntique, le style galant recherche les mélodies faciles, empreintes de grâce et d’insouciance. Il est avant tout destiné à plaire. Il se situe donc nettement plus dans la tradition d'Antonio Vivaldi que de Jean-Sébastien Bach — bien que Bach soit représentatif de la conciliation d'un style sévère et contrapuntique avec de nouveaux idiomes galants.
C’est un peu l’équivalent en musique des styles rococo ou Louis XV. Il est personnifié plus tard par des compositeurs tels que Johann Joachim Quantz, Johann Stamitz, Carl Philipp Emanuel Bach, Johann Christian Bach, Johann Schobert, Giovanni Battista Sammartini, Baldassare Galuppi, Leopold Mozart, les jeunes Haydn et Mozart, etc.
Le style galant est contemporain des mouvements esthétiques, également en réaction avec le style austère de la période précédente, de l'Empfindsamkeit et du Sturm und Drang visant à émouvoir directement les auditeurs par des effets expressifs.

## Compositeurs ayant composé en partie en style galant

### France
- Jean-Joseph Cassanéa de Mondonville
- Claude Balbastre
- Jacques Duphly
- Johann Schobert
- Armand-Louis Couperin

### Italie
- Giovanni Battista Sammartini
- Baldassare Galuppi
- Giovanni Battista Martini
- Felice Alessandri

### Allemagne
- Carl Philipp Emanuel Bach
- Carl Heinrich Graun
- Johann Gottlieb Graun
- Georg Anton Benda
- Franz Benda
- Johann Joachim Quantz
- Johann Stamitz
- Frédéric II de Prusse

### Angleterre
- Thomas Arne
- John Stanley
- Johann Christian Bach
- Carl Friedrich Abel
- William Boyce

### Autriche
- Leopold Mozart
- Haydn jeune
- Mozart jeune

### Suède
- Johan Helmich Roman
- Johan Agrell